# Sobornoye ulozheniye

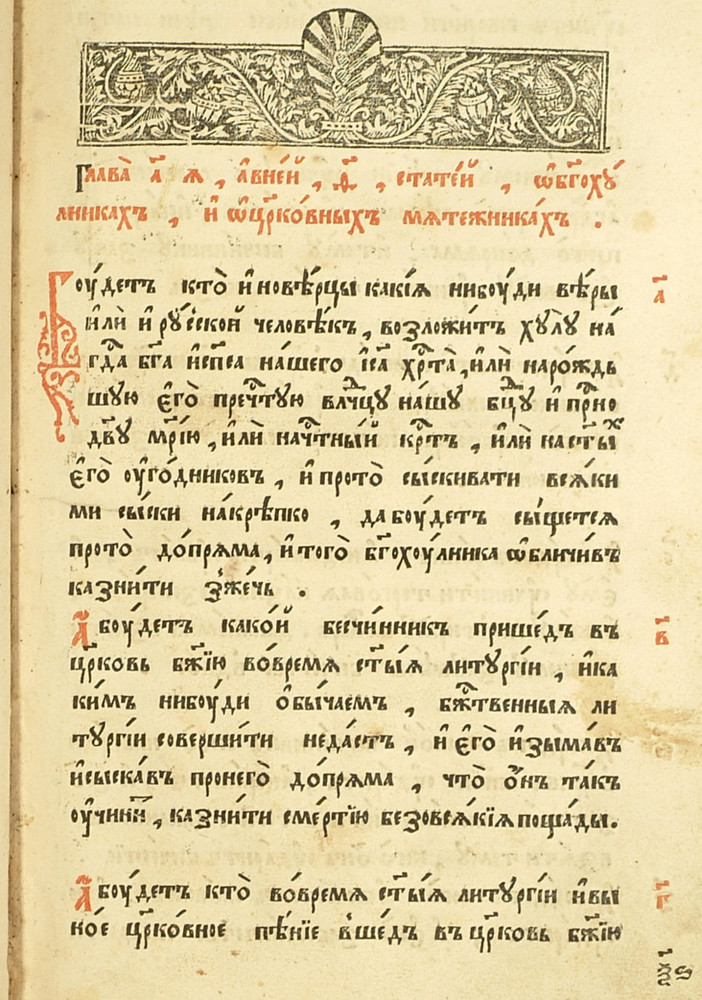
Primer capítulo del código

El Sobórnoye ulozhéniye (en ruso: Собо́рное уложе́ние) fue un cuerpo legal que promulgó en 1649 el Zemski Sobor durante el reinado de Alejo I de Rusia para reemplazar el Sudébnik de 1497 de Iván III de Rusia. El código sobrevivió hasta 1832 cuando lo revisó y sistematizó el reformador Mijaíl Speranski transformándolo en el Cuerpo de leyes del Imperio ruso (Свод законов Российской империи).
El código puso juntos a los esclavos y a los campesinos libres en una clase nueva de siervos, y declaró que ser miembro de esa clase era hereditario e inmutable (véase también Servidumbre en Rusia).  Introdujo un pasaporte interno sin el cual era ilegal viajar en el país.  Según el código, la nobleza tuvo que ingresar en el ejército a cambio de recibir el derecho de poseer siervos.

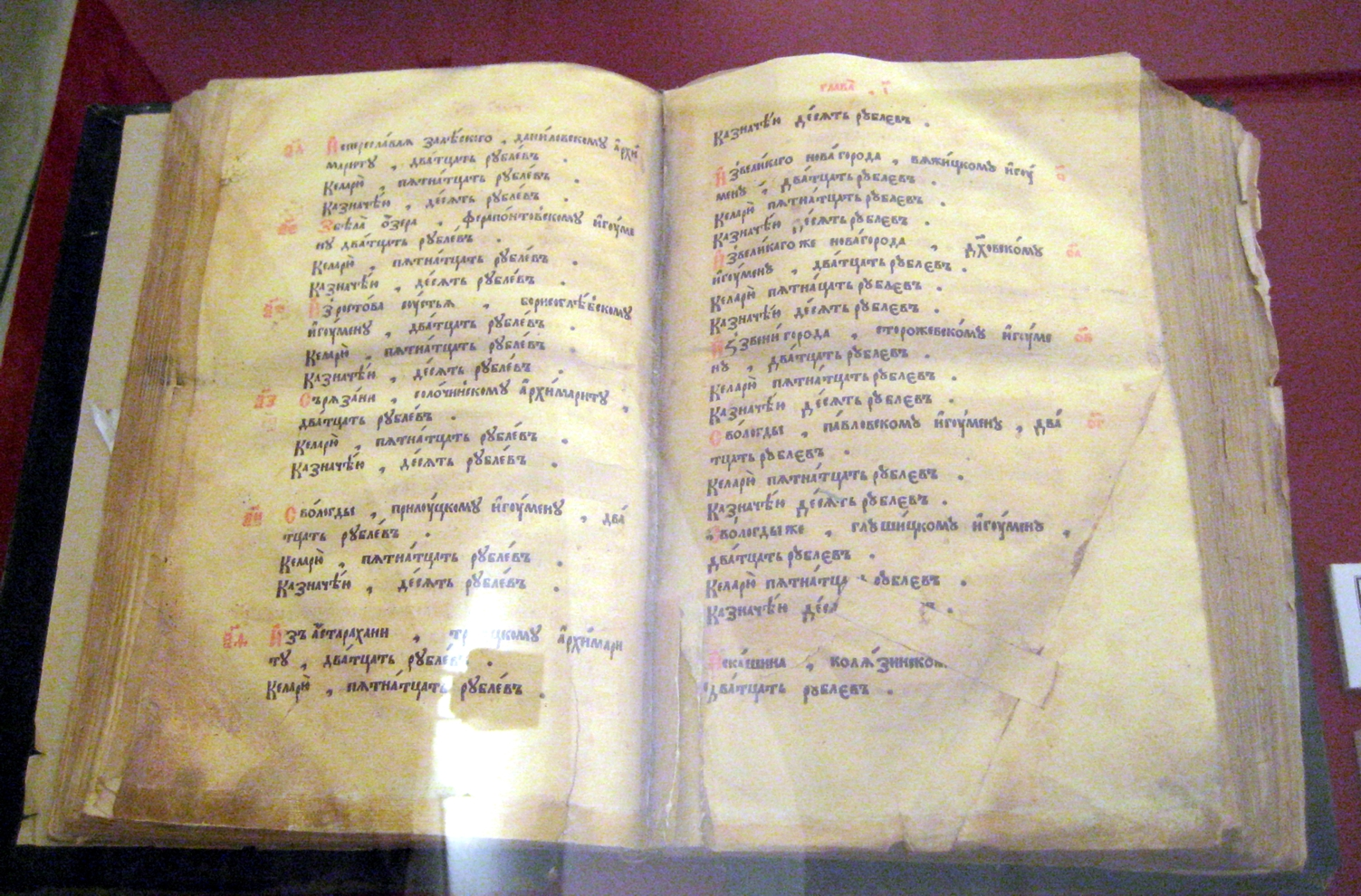
Una copia del Monasterio de Ferapóntov (Monasterio de San Teraponto).